# إليز ماثيسن
إليز ماثيسن (الاسم عند الولادة: إليز كروغر، بالإنجليزية: Elise Matthesen) (مواليد 1960) هي كاتبة مقالات، وصحفية، وشاعرة، وكاتبة قصص (خصوصًا في مجالي الخيال العلمي والفانتازيا). تُعرف بدعمها لحركة "الفنون البينية" (interstitial arts)، كما أنها صانعة مجوهرات فنية حاصلة على جوائز، وناشطة منذ زمن طويل في مجال حقوق ازدواجية الميول الجنسية.

## الحياة الشخصية
كانت ماثيسن شريكة الكاتب الراحل جون م. فورد لمدة 13 عامًا، حتى وفاته في سبتمبر 2006. تعيش حاليًا في مينيابولس بولاية مينيسوتا، وهي عضو في كنيسة First Universalist هناك.

## المسيرة الأدبية والفنية
كتبت ماثيسن مقالات وقصائد وقصصًا قصيرة، معظمها في مجالات الخيال العلمي والفانتازيا، ونُشرت أعمالها في مجلات ومختارات أدبية متنوعة. كما شاركت في دعم حركة "الفنون البينية" التي تسعى إلى دمج الفنون الأدبية والبصرية بطرق مبتكرة.
بالإضافة إلى عملها الأدبي، تعتبر ماثيسن مصممة مجوهرات فنية، حيث حازت على جوائز في معارض ومهرجانات للفنون والحرف، وتتميز تصاميمها بطابع خيالي وإبداعي.

### الجدول الزمني لأبرز محطات حياتها
| السنة | الحدث                                             | ملاحظات                    |
| ----- | ------------------------------------------------- | -------------------------- |
| 1960  | الميلاد                                           | باسم إليز كروغر            |
| 1990s | بداية نشاطها في مجال حقوق ازدواجية الميول الجنسية | المشاركة في حملات ومؤتمرات |
| 2006  | وفاة شريكها جون م. فورد                           | بعد علاقة دامت 13 عامًا     |
| 2010s | حصولها على جوائز في تصميم المجوهرات               | عن أعمال فنية مبتكرة       |

## النشاط الحقوقي
تعد ماثيسن ناشطة بارزة في الدفاع عن حقوق مزدوجي الميول الجنسية، حيث ساهمت في تنظيم فعاليات ومؤتمرات للتوعية بحقوقهم، وكتبت مقالات تدعو إلى المساواة والقبول المجتمعي.

## الأعمال المنشورة
نشرت إليز ماثيسن مجموعة متنوعة من المقالات، والقصائد، والقصص القصيرة، معظمها في مجالي الخيال العلمي والفانتازيا. ظهرت أعمالها في مجلات ومختارات أدبية متخصصة، من أبرزها:
- The Stone Cycle – قصة قصيرة فانتازية نُشرت في مختارات أدب الخيال العلمي.
- The Tale of the Feathered Ring – قصة خيالية ذات طابع أسطوري.
- مقالات في مجلة Locus الأدبية حول مشهد الفانتازيا الحديث.
- نصوص شعرية في مجلات أدبية محلية في مينيسوتا.
- مشاركات في مشاريع جماعية لحركة الفنون البينية، تجمع بين النصوص الأدبية والفنون البصرية.

كما ساهمت في تحرير بعض المختارات التي تجمع بين قصص كتاب آخرين وأعمالها، ما عزز حضورها في المشهد الأدبي والفني المستقل.